# Brokesie Kerstenova
Brokesie Kerstenova je drobný ještěr blízce příbuzný chameleonům. Na rozdíl od nich brokesie Kerstenova žije na zemi v listové hrabance a vyhledává spíše stín. Je rozšířena podél východoafrického pobřeží od Somálska až do Tanzanie.
Samci jsou dlouzí maximálně 9 cm, samice jsou ještě menší. Tlama je široká, uvnitř žloutkově žlutá až žlutooranžová, stejnou barvu má i jazyk. Stejně jako ostatní chameleonovití má srostlá oční víčka, otvor pro zornici má však brokesie Kerstenova zvláště malý. Přilba na hlavě je nízká a plochá, hřbetní hřeben je nevýrazný, tvořený jednou řadou zvětšených šupin. Nápadný je párový hrdelní hřeben, tvořený jednotlivými kuželovitými šupinami, izolované zvětšené kuželovité šupiny se nalézají i na čenichu zvířete a na těle, kde tvoří trny zdrsňující kůži. Tělo je bočně zploštělé, ocásek velice krátký. Chameleoni mají prsty srostlé v klíšťky, a ani tento druh není výjimkou, na hrudních končetinách srůstají tři vnější a dva vnitřní prsty, na pánevních je tomu naopak. Prsty jsou opatřené dvojklanými drápky. Základní zbarvení je béžové až světle hnědé, s tmavšími podélnými pruhy.
Žije na zemi nebo těsně nad zemí, mezi zvadlými listy nebo v trávě, kde se živí drobným hmyzem. Je to vejcorodý druh, po asi 50 dní trvající březosti snáší samice až 9 vajec. Doba inkubace je 50-55 dní, vylíhlá mláďata jsou ihned samostatná.
Brokesii Kerstenovu je možno chovat v teráriu o minimálních rozměrech 30x30x50 cm. Vhodným substrátem je směs písku a rašeliny, pokrytá vrstvou suchého listí. K udržení mikroklimatu je vhodné vysadit do terária živé rostliny, terárium se dále doplní větvemi. Vhodná teplota pro chov je 25-28 °C s nočním poklesem na pokojovou teplotu, s délkou světelného dne 14 hodin. V zajetí se brokesie Kerstenovy krmí každé tři až pět dní hmyzem přiměřené velikosti, mouchami, cvrčky, šváby, svinkami či sarančaty.